# Comitato Americano per l'Europa unita
Il Comitato Americano per l'Europa unita (American Committee on United Europe, ACUE), creato nel 1948, era un'organizzazione americana privata che voleva contrastare il comunismo in Europa promuovendo il federalismo europeo. Il suo primo presidente fu l'ex capo dell'Office of Strategic Services (OSS) William Joseph Donovan, che aveva lasciato il governo dopo la guerra ed era impegnato negli studi di diritto privato. Il vicepresidente era Allen Welsh Dulles, che come Donovan aveva lasciato il governo e lavorava in proprio (entrò successivamente a far parte della Central Intelligence Agency (CIA) nel 1951). Altri membri del consiglio erano Walter Bedell Smith, che sarebbe poi diventato il primo direttore della CIA, e Tom Braden, che fu reclutato dall'OSS quando gli Stati Uniti entrarono in guerra.
La struttura dell'organizzazione fu costituita all'inizio dell'estate del 1948 da Donovan e Dulles per far fronte alle richieste di assistenza di Richard von Coudenhove-Kalergi, poi Joseph Retinger e Winston Churchill, ed era simile a quella del Free Europe Committee. Documenti desecretati del governo statunitense hanno dimostrato che l'ACUE ricevette fondi di fondazione utilizzati per aiutare a finanziare sia il Movimento europeo che la Campagna europea della gioventù. I finanziamenti provenivano dalle fondazioni Rockefeller e Ford.
La politica americana era quella di creare - un passo alla volta - gli Stati Uniti d'Europa. Il comitato venne in seguito utilizzato come un modo discreto per incanalare i fondi della CIA (a metà degli anni '50, l'ACUE riceveva circa un milione di dollari all'anno) a organizzazioni che sostenevano il federalismo europeo come il Consiglio d'Europa, la Comunità europea del carbone e dell'acciaio e la Comunità europea di difesa proposta.